# Associazione Calcio Torino 1936-1937
Questa voce raccoglie le informazioni riguardanti l'Associazione Calcio Torino nelle competizioni ufficiali della stagione 1936-1937.

## Stagione
Nella stagione 1936-1937 il Torino disputò il campionato di Serie A.

## Divise
| 1ª divisa |

## Organigramma societario
Area direttiva
- Presidente: Giovan Battista Cuniberti

Area tecnica
- Allenatore: Gyula Feldmann[1]

## Rosa
| N. |                   | Ruolo | Calciatore             |
| -- | ----------------- | ----- | ---------------------- |
|    | Italia (bandiera) | P     | Giuseppe Maina         |
|    | Italia (bandiera) | D     | Luigi Brunella         |
|    | Italia (bandiera) | D     | Osvaldo Ferrini        |
|    | Italia (bandiera) | C     | Federico Allasio       |
|    | Italia (bandiera) | C     | Carlo Azzimonti        |
|    | Italia (bandiera) | C     | Fioravante Baldi (III) |
|    | Italia (bandiera) | C     | Pietro Buscaglia       |
|    | Italia (bandiera) | C     | Giacinto Ellena        |

| N. |                   | Ruolo | Calciatore        |
| -- | ----------------- | ----- | ----------------- |
|    | Italia (bandiera) | C     | Antonio Janni     |
|    | Italia (bandiera) | C     | Cesare Gallea     |
|    | Italia (bandiera) | A     | Mario Bo          |
|    | Italia (bandiera) | A     | Remo Galli (II)   |
|    | Italia (bandiera) | A     | Coriolano Palumbo |
|    | Italia (bandiera) | A     | Filippo Prato     |
|    | Italia (bandiera) | A     | Onesto Silano     |
|    | Italia (bandiera) | A     | Attilio Sudati    |

## Risultati

### Serie A

#### Girone di andata
| Arbitro: | Pizziolo (Firenze) |

|               |           |                                |
| Buscaglia 46’ | Marcatori | 35’, 65’ Pantani 62’ Perazzolo |

| Arbitro: | Casati (Como) |

|  |           |                 |
|  | Marcatori | 8’ Bo 9’ Silano |

| Arbitro: | Scotto (Savona) |

|                        |           |  |
| Silano 14’ Allasio 55’ | Marcatori |  |

| Arbitro: | Mazzarini (Roma) |

|  |           |              |
|  | Marcatori | 59’ Galli II |

| Arbitro: | Gonani (Ravenna) |

|                                       |           |             |
| Buscaglia 34’, 56’, 74’ Baldi III 42’ | Marcatori | 34’ Bellini |

| Arbitro: | Gianelli (Genova) |

|          |           |  |
| Tori 88’ | Marcatori |  |

| Arbitro: | Dattilo (Roma) |

|                             |           |           |
| Prato 8’ Buscaglia 37’, 57’ | Marcatori | 25’ Capra |

| Arbitro: | Mazzarini (Roma) |

|  |           |              |
|  | Marcatori | 81’ Galli II |

| Arbitro: | Scarpi (Dolo) |

|             |           |  |
| Ferrari 58’ | Marcatori |  |

| Arbitro: | Bevilacqua (Viareggio) |

|                      |           |                          |
| Baldi III 12’ Bo 47’ | Marcatori | 39’ Busani 60’ D'Odorico |

| Alessandria 6 dicembre 1936, ore 14:30 UTC+1 11ª giornata | Alessandria        | 0 – 0 | Torino | Stadio del Littorio\| Arbitro: \| Scorzoni (Bologna) \| |
| Arbitro:                                                  | Scorzoni (Bologna) |       |        |                                                         |

| Arbitro: | Sassi (Roma) |

|                                              |           |  |
| Buscaglia 28’ Galli II 57’ Silano 66’ (rig.) | Marcatori |  |

| Arbitro: | Caironi (Milano) |

|                                                       |           |           |
| Buscaglia 9’, 68’, 75’ (rig.), 90’ Baldi III 18’, 37’ | Marcatori | 85’ Violi |

| Arbitro: | Mazzarini (Roma) |

|  |           |               |
|  | Marcatori | 45’ Buscaglia |

| Arbitro: | Scorzoni (Bologna) |

|                              |           |               |
| Michelini 12’ Coppa 71’, 84’ | Marcatori | 45’ Buscaglia |

#### Girone di ritorno
| Arbitro: | Mazzarini (Roma) |

|                         |           |                         |
| Marchionneschi 41’, 63’ | Marcatori | 14’ Silano 43’ Galli II |

| Arbitro: | Mazza (Torre del Greco) |

|                         |           |  |
| Baldi III 68’ Prato 89’ | Marcatori |  |

| Arbitro: | Bevilacqua (Viareggio) |

|              |           |               |
| Prendato 50’ | Marcatori | 26’ Baldi III |

| Arbitro: | Ciamberlini (Genova) |

|                       |           |             |
| Prato 6’ Galli II 64’ | Marcatori | 22’ Menti I |

| Novara 14 febbraio 1937, ore 14:30 UTC+1 20ª giornata | Novara          | 0 – 0 | Torino | Stadio Enrico Patti\| Arbitro: \| Scotto (Savona) \| |
| Arbitro:                                              | Scotto (Savona) |       |        |                                                      |

| Torino 21 febbraio 1937, ore 15:00 UTC+1 21ª giornata | Torino         | 0 – 0 | Fiorentina | Stadio Filadelfia\| Arbitro: \| Dattilo (Roma) \| |
| Arbitro:                                              | Dattilo (Roma) |       |            |                                                   |

| Milano 28 febbraio 1937, ore 15:00 UTC+1 22ª giornata | Milan                  | 0 – 0 | Torino | Stadio San Siro\| Arbitro: \| Bevilacqua (Viareggio) \| |
| Arbitro:                                              | Bevilacqua (Viareggio) |       |        |                                                         |

| Arbitro: | Dattilo (Roma) |

|                                 |           |                                          |
| Buscaglia 36’, 47’ Galli II 79’ | Marcatori | 52’ (aut.) Allasio 60’ Maini 79’ Sansone |

| Arbitro: | Ciamberlini (Bologna) |

|              |           |                 |
| Buscaglia 5’ | Marcatori | 18’, 60’ Frossi |

| Roma 28 marzo 1937, ore 15:00 UTC+1 25ª giornata | Lazio           | 0 – 0 | Torino | Stadio del PNF\| Arbitro: \| Scotto (Savona) \| |
| Arbitro:                                         | Scotto (Savona) |       |        |                                                 |

| Arbitro: | Curradi (Firenze) |

|                                               |           |  |
| Buscaglia 5’, 68’ Palumbo 6’ Bo 55’ Prato 73’ | Marcatori |  |

| Arbitro: | Bevilacqua (Viareggio) |

|                 |           |            |
| Sallustro I 29’ | Marcatori | 20’ Sudati |

| Bari 2 maggio 1937, ore 15:30 UTC+1 28ª giornata | Bari             | 0 – 0 | Torino | Stadio della Vittoria\| Arbitro: \| Gonani (Ravenna) \| |
| Arbitro:                                         | Gonani (Ravenna) |       |        |                                                         |

| Arbitro: | Bevilacqua (Viareggio) |

|                                      |           |  |
| Baldi III 18’, 78’ Galli II 38’, 56’ | Marcatori |  |

| Arbitro: | Gonani (Ravenna) |

|                              |           |                                 |
| Prato 44’ (rig.) Palumbo 82’ | Marcatori | 1’ Andreoli 73’ (aut.) Brunella |

### Coppa Italia

#### Sedicesimi di finale
| Arbitro: | Scotto (Savona) |

|                                      |           |  |
| Janni 5’ Buscaglia 50’ Baldi III 78’ | Marcatori |  |

#### Ottavi di finale
| Arbitro: | Scorzoni (Bologna) |

|                            |           |             |
| Di Benedetti 12’, 71’, 88’ | Marcatori | 78’ Allasio |

## Statistiche

### Statistiche di squadra
| Competizione | Punti | In casa | In casa | In casa | In casa | In casa | In casa | In trasferta | In trasferta | In trasferta | In trasferta | In trasferta | In trasferta | Totale | Totale | Totale | Totale | Totale | Totale | DR  |
| Competizione | Punti | G       | V       | N       | P       | Gf      | Gs      | G            | V            | N            | P            | Gf           | Gs           | G      | V      | N      | P      | Gf     | Gs     | DR  |
| ------------ | ----- | ------- | ------- | ------- | ------- | ------- | ------- | ------------ | ------------ | ------------ | ------------ | ------------ | ------------ | ------ | ------ | ------ | ------ | ------ | ------ | --- |
| Serie A      | 38    | 15      | 9       | 4       | 2       | 40      | 16      | 15           | 4            | 8            | 3            | 10           | 9            | 30     | 13     | 12     | 5      | 50     | 25     | +25 |
| Coppa Italia | -     | 1       | 1       | 0       | 0       | 3       | 0       | 1            | 0            | 0            | 1            | 1            | 3            | 2      | 1      | 0      | 1      | 4      | 3      | +1  |
| Totale       | -     | 16      | 10      | 4       | 2       | 43      | 16      | 16           | 4            | 8            | 4            | 11           | 12           | 32     | 14     | 12     | 6      | 54     | 28     | +26 |

### Statistiche dei giocatori[3]
| Giocatore      | Serie A  | Serie A | Coppa Italia | Coppa Italia | Totale   | Totale |
| Giocatore      | Presenze | Reti    | Presenze     | Reti         | Presenze | Reti   |
| -------------- | -------- | ------- | ------------ | ------------ | -------- | ------ |
| F. Allasio     | 28       | 1       | 1            | 1            | 29       | 2      |
| C. Azzimonti   | 3        | 0       | 1            | 0            | 4        | 0      |
| F. Baldi (III) | 28       | 8       | 2            | 1            | 30       | 9      |
| M. Bo          | 24       | 3       | 1            | 0            | 25       | 3      |
| L. Brunella    | 30       | 0       | 2            | 0            | 32       | 0      |
| P. Buscaglia   | 20       | 18      | 2            | 1            | 22       | 19     |
| G. Ellena      | 26       | 0       | -            | -            | 26       | 0      |
| O. Ferrini     | 30       | 0       | 2            | 0            | 32       | 0      |
| C. Gallea      | 30       | 0       | 2            | 0            | 32       | 0      |
| R. Galli (II)  | 26       | 8       | 1            | 0            | 27       | 8      |
| A. Janni       | 2        | 0       | 1            | 1            | 3        | 1      |
| G. Maina       | 30       | -25     | 2            | -3           | 32       | -28    |
| C. Palumbo     | 13       | 2       | 2            | 0            | 15       | 2      |
| F. Prato       | 18       | 5       | 2            | 0            | 20       | 5      |
| O. Silano      | 19       | 4       | -            | -            | 19       | 4      |
| A. Sudati      | 3        | 1       | 1            | 0            | 4        | 1      |

## Giovanili

### Piazzamenti
- Balon Boys:
  - Campionato Ragazzi: Vincitore